# Hippodes kribiensis
Hippodes kribiensis är en insektsart som beskrevs av Günther, K. 1938. Hippodes kribiensis ingår i släktet Hippodes och familjen torngräshoppor. Inga underarter finns listade i Catalogue of Life.